# Marjatta Kallio
Marjatta Kallio (10 de febrero de 1924 – 7 de julio de 2003) fue una actriz y cantante finlandesa.

## Biografía
Su nombre completo era Marjatta Elina Kallio, y nació en Tampere, Finlandia. Kallio actuó en el teatro de su ciudad natal desde 1946 a 1949, pasando después al Kaupunginteatteri de Helsinki, donde trabajó desde 1949 hasta 1976. Alcanzó la fama como intérprete de comedias y musicales. Fue conocida por su actuación en la pieza de Pirkko Raitio Edvardin lapset, en la que trabajaban Martti Katajisto y Usko Kantola. En el Teatro Nacional de Finlandia actuó en obras serias como La casa de Bernarda Alba, de Federico García Lorca, y Aurinkomatka, de Eila Pennanen. En la obra teatral Niskavuori, Kallio encarnó a Kerttu, personaje que retomaría en la adaptación de la pieza  a la gran pantalla. Algunas de las obras teatrales más destacadas en las que actuó a lo largo de su carrera son las siguientes: Las bodas de Fígaro (de Pierre-Augustin de Beaumarchais), Irma La Douce (de Marguerite Monnot), La fierecilla domada y Noche de reyes (de William Shakespeare) y El violinista en el tejado (de Sholem Aleijem).
Inició su carrera en el cine en el año 1951 con pequeños papeles en Vihaan sinua – rakas y Tytön huivi. Al siguiente año trabajó en la adaptación mencionada de Niskavuoren Heta. En la cinta Yhteinen vaimomme (1956), fue Jenni. Kallio fue dirigida por Matti Kassila en Syntipukki (1957), película en la que actuaba como Irja Salona. Otra de sus cintas relevantes fue Vatsa sisään, rinta ulos! (1959), en la cual trabajó junto a Helge Herala.
Como actriz televisiva, Kallio es recordada por su trabajo en la serie de 1970 Eeva, de la cual era la protagonista.
Otra de las facetas de Marjatta Kallio fue la actividad radiofónica. Destacó su papel de Orava Nappisilmän en la producción de radioteatro de Yleisradio Noita Nokinenä, en la cual actuó junto a Marja Korhonen. Como cantante, Kallio grabó las canciones ”Blues sateessa”, ”Liisankatu”, ”Olenko minä minä?”, ”Puhallinsekstetti”, ”Ruma Elsa” y ”Ruusukvartetti” en 1960, siendo las mismas compuestas por Jorma Panula y escritas por Saulo Haarla y Ensio Rislakki.
Marjatta Kallio hubo de dar por finalizada su carrera a los 52 años como consecuencia de una enfermedad cardíaca. La actriz falleció en el año 2003 en el Hospital de Jorvi de Espoo, Finlandia. Tenía 79 años de edad. Había estado casada con el actor y director Kai Lappalainen desde 1953 a 1960, y desde 1961 a 1965 con el también actor Saulo Haarla. Ambos matrimonios acabaron en divorcio.

## Filmografía
- 1951 : Vihaan sinua – rakas
- 1951 : Tytön huivi
- 1952 : Niskavuoren Heta
- 1953 : Jälkeen syntiinlankeemuksen
- 1954 : Opri
- 1954 : Laivaston monnit maissa
- 1955 : Säkkijärven polkka
- 1955 : Sankarialokas
- 1955 : Rakkaus kahleissa
- 1955 : Isän vanha ja uusi
- 1956 : Yhteinen vaimomme
- 1956 : Anu ja Mikko
- 1957 : Vihdoinkin hääyö...
- 1957 : Syntipukki
- 1958 : Kahden ladun poikki
- 1959 : Vatsa sisään, rinta ulos!
- 1959 : Taas tapaamme Suomisen perheen
- 1959 : Kovaa peliä Pohjolassa
- 1959 : Ei ruumiita makuuhuoneeseen
- 1962 : Älä nuolase...
- 1968 : Äl' yli päästä perhanaa